# Pellenes levaillanti
Pellenes levaillanti es una especie de araña saltarina del género Pellenes, familia Salticidae. Fue descrita científicamente por Lucas en 1846.
Habita en Argelia.